# Đấu trường sinh tử
Đấu trường sinh tử (tên tiếng Anh: The Hunger Games, nghĩa gốc: Trò chơi của sự khát vọng) là ba cuốn sách phiêu lưu khoa học viễn tưởng dành cho thanh thiếu niên của tác giả Suzanne Collins. Bộ ba gồm có Đấu trường sinh tử, Bắt lửa, và Húng nhại.
Hai cuốn đầu đều nằm trong danh sách bán chạy nhất của tờ The New York Times, và quyển thứ ba, Mockingjay, dẫn đầu danh sách khi được phát hành.  Vào thời điểm bộ phim The Hunger Games công chiếu, đã có 26 triệu bản sách được phát hành.

## Bối cảnh
Đấu trường sinh tử lấy bối cảnh một thế giới tương lai sau một cuộc nổi dậy tại Bắc Mỹ, ở một nước độc tài toàn trị tên là "Panem". Panem gồm có một thủ đô chói lọi, hiện đại và đẹp đẽ tên là Capitol, nằm tại khu vực trước kia là Dãy núi Rocky và 12 quận (trước kia là 13) nằm xung quanh, nghèo đói hơn, và chịu sự thống trị của Capitol. Thành phố Capitol rất phồn vinh và có nhiều công nghệ tiên tiến, nhưng hầu hết các quận đều nghèo đói. Nhân vật chính của câu chuyện, Katniss Everdeen, sống tại Quận 12, quận nghèo đói nhất nằm tại khu vực mà trước kia là Appalachia. Để trừng phạt cho một cuộc nổi dậy mấy đời trước, với kết quả là Capitol đã chinh phục 12 quận và phá hủy quận 13, hàng năm mỗi quận còn lại phải bốc thăm chọn một nam một nữ ở độ tuổi 12 đến 18 làm vật tế cho Capitol, và họ bị bắt buộc tham gia vào một "Đấu trường Sinh Tử" - đấu trường có tới 24 lối vào mà chỉ có 1 lối ra. Cuộc chơi được chiếu trên truyền hình toàn quốc, trong đó mỗi người chơi phải tìm cách tàn sát hết tất cả những đối thủ trong một đấu trường ngoài trời để giành chiến thắng. Người thắng cuộc và quận của người đó sẽ được trọng thưởng bằng tiền và thực phẩm. Mục đích của cuộc chơi là làm trò giải khuây cho người dân Capitol và nhắc nhở các quận về sức mạnh và mức độ tàn bạo của Capitol.

## Sơ lược nội dung

### Đấu trường sinh tử
Đấu trường sinh tử kể lại câu chuyện của Katniss Everdeen, một cô gái 16 tuổi từ Quận 12 đã tình nguyện làm vật tế cho Đấu trường sinh tử lần thứ 74 để thay thế cho người em gái của mình là Prim. Cùng tham gia với cô từ Quận 12 là Peeta Mellark, một chàng trai đã yêu Katniss từ khi cậu gặp cô lúc nhỏ. Họ được hướng dẫn bởi người chiến thắng duy nhất còn sống ở quận 12, Haymitch Abernathy, người giành chiến thắng trò chơi 24 năm trước và từ đó giả định với một cuộc sống đơn độc của rượu. Peeta thú nhận tình yêu của mình cho Katniss trong một cuộc phỏng vấn truyền hình trước khi trò chơi bắt đầu, làm cho Capitol miêu tả Katniss và Peeta là "star-crossed lovers."  (Một cụm từ vở kịch Romeo và Juliet, William Shakespeare; Romeo và Juliet được miêu tả như vậy trong lời mở đầu của vở kịch. "star-crossed lovers" là bất kỳ người yêu có tình cảm dành cho nhau là cam chịu kết thúc trong bi kịch.) Sự tiết lộ này khiến Katniss ngạc nhiên, người đang che giấu cảm xúc với Gale Hawthorne, bạn của cô ấy và người đồng hành săn bắn. Haymitch khuyên Katniss chơi cùng và giả vờ tình cảm với Peeta, để theo thứ tự, tăng số lượng nhà tài trợ giàu có, người có thể cung cấp các món quà trong trò chơi. Trong đấu trường, Katniss lập một liên minh với Rue, một cống phẩm trẻ từ quận 11, và là cảm xúc sợ hãi khi Rue bị giết vì điều đó nhắc Katniss nhớ tới cô em gái của mình.Katniss nghĩ ra một đài tưởng niệm cho Rue bằng cách đặt hoa trên cơ thể của cô như là một hành động thách thức về phía Capitol. Hơn nửa chặng đường trò chơi, có một sự thay đổi luật chơi cho các cống còn lại, cho phép cả hai cống phẩm cùng một quận sẽ được chiến thắng nếu họ là hai người cuối cùng. Khi tất cả các cống khác đã chết và họ cùng nhau xuất hiện để giành chiến thắng trong trò chơi, sự thay đổi quy tắc được thu hồi. Katniss dẫn Peeta trong một nỗ lực tự sát kép để ăn dâu độc, nightlock, hy vọng rằng sự thay đổi sẽ được phục hồi và họ sẽ được cả hai chiến thắng. Mưu mẹo của họ là thành công, và cả hai cống chiến thắng trở về nhà. Trong và sau trò chơi, Katniss biểu lộ tình cảm chân thành đến Peeta và đấu tranh để cân bằng chúng với các kết nối cô cảm thấy với Gale. Sau khi biết về sự thay đổi, Katniss và Peeta bắt đầu làm việc như một đội. Khi nó trở nên rõ ràng rằng các Capitol cảm thấy khó chịu với sự thách thức của Katniss, Haymitch khuyến khích cô duy trì "star-crossed lovers" mà không nói Peeta.

### Bắt lửa
Trong Bắt lửa, Katniss biết được rằng Capitol đang tức giận đối với cô vì đã công khai chống đối trong quyển trước, một hành động đã gây ra một phản ứng dây chuyền, khiến các quận nổi dậy chống lại Capitol.Trong cuộc thi đặc biệt lần thứ 75, được gọi là Quarter Quell, Katniss và Peeta lại bị bắt buộc tham gia một lần nữa, cùng với những người thắng cuộc trong những cuộc thi trước. Họ liên kết với một số vật tế khác, phá hủy đấu trường và thoát khỏi cuộc chơi. Katniss được đưa đến Quận 13, một nơi mà người ta cứ tưởng là không còn tồn tại, trong khi Peeta bị Capitol bắt giữ, và Quận 12 thì bị phá hủy.

### Húng nhại
Húng nhại, quyển sách thứ ba và cuối cùng, thuật lại cuộc nổi dậy của Katniss và các quận chống lại Capitol. Katniss, nay là một người tị nạn trong Quận 13 và đã bị tổn thương về thể chất lẫn tinh thần qua những việc đã xảy ra, được phe nổi dậy dùng làm công cụ tuyên truyền để kêu gọi các quận đoàn kết chống lại Capitol và Tổng thống Snow. Peeta và một số người khác đang bị Capitol giam giữ được giải cứu sau đó bởi những người tình nguyện từ quận 13, trong đó có Gale. Tưởng như giải cứu là xong nhưng Peeta bị bắt hồn và trở nên loạn trí. Cuối cùng, một nhóm gồm có Katniss, Cressida, Pollux, Gale, và Peeta (đang có tinh thần không ổn định) tự ý làm một sứ mệnh vào thẳng Capitol để ám sát Tổng thống Snow. Trước khi Katniss hoàn thành nhiệm vụ, Prim tử nạn trong một cuộc đánh bom nhắm vào những người cứu hộ phe nổi dậy. Sau đó, Snow, nay đang bị bắt giữ chờ hành quyết, cho Katniss biết rằng chính Coin, người lãnh đạo của Quận 13, mới là người đứng sau vụ đánh bom này. Katniss giương cung bắn chết Coin.   Katniss, Peeta, và Haymitch cuối cùng trở về Quận 12 và cùng xây dựng lại quận này. Katniss dần dần bình phục, mẹ cô và Gale đều làm việc ở những quận khác. Katniss cuối cùng cũng yêu Peeta thật lòng.

## Nhân vật
- Katniss Everdeen: Nhân vật chính của bộ truyện; cô đã thi đấu trong Đấu trường Sinh tử (lần thứ 74 và 75) trong hai quyển đầu tiên. Cô lúc nào cũng phân vân về tình cảm của mình đối với Peeta và Gale. Cô biết được cuộc nổi dậy của các quận sau khi đã vô tình chống lại Capitol trong Đấu trường sinh tử.
- Peeta Mellark: Vật tế nam của Quận 12, người đã yêu thầm Katniss từ khi còn bé. Tình cảm của anh dành cho Katniss được thể hiện qua suốt bộ truyện. Trong cuối quyển Đấu trường sinh tử, anh bị cắt cụt chân trái do vết thương trong đấu trường. Trong Mockingjay, anh bị Capitol tra tấn tâm thần qua thủ thuật "hijack" (còn gọi là "bắt hồn"), khiến anh căm ghét Katniss, nhưng sau đó anh đã hồi phục.
- Haymitch Abernathy: Người cố vấn của Katniss và Peeta trong cuộc thi. Ông thường say sưa rượu chè. Ông đã thắng cuộc trong Cuộc thi lần thứ 50 và là người thắng cuộc còn sống duy nhất từ Quận 12 trước khi Katniss và Peeta thắng cuộc trong Cuộc thi lần thứ 74.
- Effie Trinket: Người đại diện cho Katniss và Peeta trong Đấu trường Sinh Tử. Bà luôn đi 1 đôi giày cao gót, đội tóc giả và trang điểm đậm như bao người Capitol khác trong suốt các kỳ Đấu trường Sinh tử. Mặc dù vậy, bà vẫn là 1 người có tính quyết đoán.
- Gale Hawthorne: Bạn thân nhất của Katniss và cũng là người cùng cô săn bắn. Gale rất quan tâm đến Katniss, và mối quan hệ giữa hai người có khi được xem là tình yêu trong suốt bộ truyện. Anh lớn hơn Katniss 2 tuổi, và cũng mồ côi cha trong tai nạn mỏ than đã giết chết cha Katniss.
- Coriolanus Snow: Nhân vật phản diện chính của bộ truyện. Tổng thống Snow là người đứng đầu Capitol và toàn bộ Panem. Tức giận vì có hai vật tế sống sót trong một Đấu trường Sinh tử, Snow đòi hỏi Peeta và Katniss phải chứng minh rằng các hành động của họ là vì họ đang điên cuồng yêu nhau.
- Primrose Everdeen: Em gái 12 tuổi của Katniss, thường được gọi là Prim. Cô bị bốc thăm chọn làm vật tế trong Đấu trường Sinh Tử và Katniss đã tình nguyện thay thế em mình. Cô rất trong sạch và được mọi người thương mến, và thường giúp mẹ chăm sóc bệnh nhân.